# ジャン・センディ
ジャン・センディ（Jean Sendy、1910年 - 1978年）は、フランスの著述家、翻訳家であり、西洋神秘主義やUFO現象に関する事象を専門としていた。また、古代宇宙飛行士説の初期の提唱者でもある。

## 古代宇宙飛行士説
1968年の著書"La lune: Clé de la Bible"の中でセンディは、聖書の創世記における「エロヒム」という語は、通常は単数形で訳されているが、本来は「エロア」の複数形であるため、複数形で訳すべきだと主張した。また、この「神々」とは、実際には地球外生命体の宇宙旅行者であると主張した。センディは、創世記は、人類の記憶の中で「天使」となった古代の宇宙飛行士が地球を植民地化した歴史上の事実を記載したものであると考えていた。後にクロード・ボリロン（ラエル）が唱えた主張（ラエリズム）の中には、この本で述べられている概念が多く含まれている。
1969年の著書"Those Gods Who Made Heaven & Earth; the novel of the Bible"でセンディは、23,500年前に宇宙旅行者が大きな球体の宇宙船で太陽系に到達し、地球に人類の種を撒いたと主張した。

## 著書

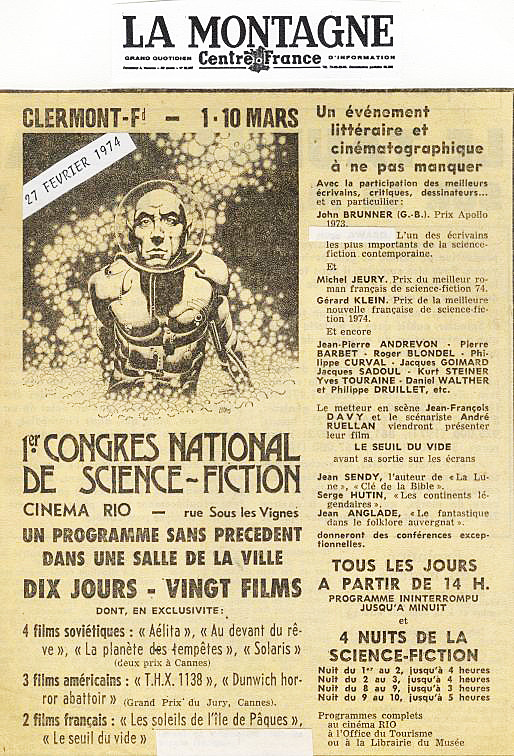
1974年の第1回フランスSF大会の新聞記事

- La lune: Clé de la Bible (1968)
- Those Gods Who Made Heaven & Earth; the novel of the Bible (1969)
- The Coming of the Gods (1970) ISBN 0-425-02398-2
- Moon Outpost Of Gods (1975) ISBN 0-425-02798-8

## 講演
- 第1回フランスSF大会（クレルモン＝フェラン、1974年3月1日 - 10日）